# Camp de Châlons

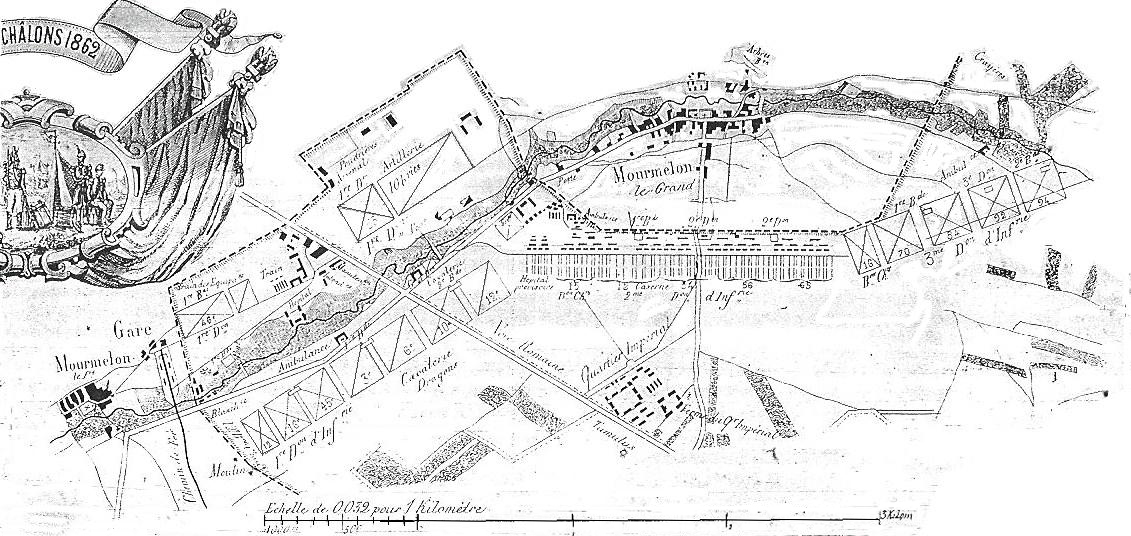
Le camp de Châlons en 1862.

Le camp de Châlons, connu également sous le nom de camp de Mourmelon, est un camp militaire français se situant à Mourmelon, à proximité de la ville de Châlons-en-Champagne (Marne).

## Histoire

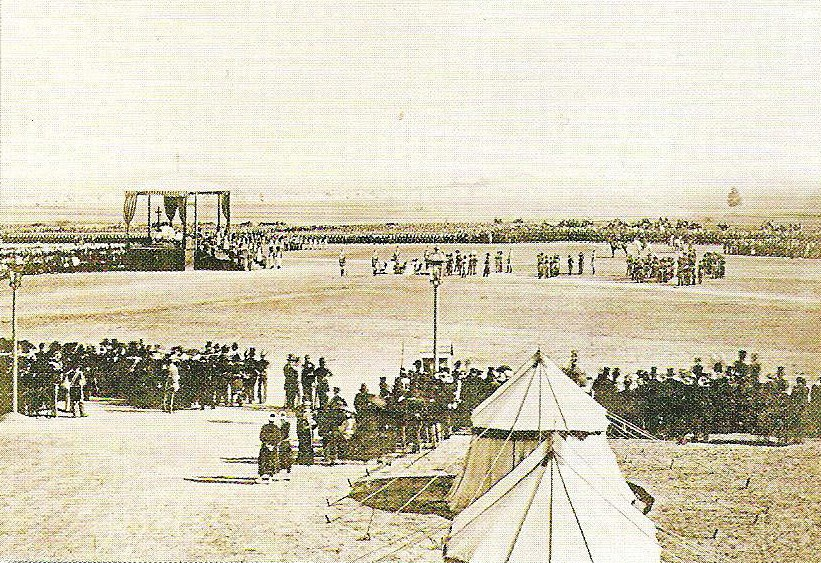
Camp de Châlons par Gustave Le Gray en 1857.

Créé par la volonté de Napoléon III et inauguré le 30 août 1857, le camp de Châlons eut une grande importance durant le Second Empire. Il constitue une emprise de 10 000 hectares qui ont été achetés à 1 300 propriétaires.
Les plus anciennes mentions étaient les Champs Catalauniques, qui étaient situés dans la mémoire locale comme se trouvant à Châlons et l'oppidum de La Cheppe est appelé camp d'Attila.
Il existait déjà des camps antérieurs, un en 1792 et un autre en 1841 ; ils se trouvaient plus proches de la ville et se voyaient nommés : camp de Fagnière, camp du mont saint-Michel, camp du Haut-Chaillot mais surtout camp de Châlons. 

### Le premier camp de Châlons

#### 1792
Le ministre de la Guerre Servan écrivit au commissaire des guerres et aux administrateurs du département : « Il faut que vous trouviez un emplacement pour bâtir la quantité de fours nécessaires pour ce corps (12 000 hommes dont 2 000 gendarmes), que vous prépariez les édifices pour y placer les malades. Comme les troupes ne pourront camper dès leur arrivée, il faudra les cantonner pour quelques jours dans Châlons ou les environs... Il va vous arriver des poudres de Nancy et de l'artillerie de Soissons ».
L'Assemblée nationale nomma les commissaires Carnot l'aîné, Prieur de la Côte d'Or et Beaupuy pour surveiller et activer l'organisation de l'armée à Châlons. Ils avaient Crubier Opterre comme adjoint et arrivèrent le 7 septembre 1792, à Châlons-sur-Marne. 
Prieur de la Marne, Sillery et Carra, furent envoyés le 24 septembre pour enquêter sur les causes du retard de la formation des bataillons et eurent des pouvoirs spéciaux et de réquisition. Le Moniteur lui donna le nom de « camp du Mont-Saint-Michel sous Châlons ». Le rapport des commissaires le présentait comme un lieu de passage, de dépôt et de rassemblement pour les troupes. Le général Labourdonnaye précisait même que les hommes devaient arriver, vêtus et armés. 
Il prenait une telle ampleur que des antennes furent créées : camp de L'Épine, camp de Fresne et camp de Dombasle. Alexandre de Sparre était alors le commandant de la place de Châlons et le quartier général des troupes sous le commandement de Luckner était dans la ville. 
Les fours et bluteaux furent réquisitionnés entre autres aux couvents de Vinets, de sainte-Marie. Des bras furent demandés pour les construire et du bois furent réquisitionnés jusqu'à Sainte-Menehould. Il fallut aussi des transports pour le bois, le fourrage, les matériaux de construction. Des saisies furent donc faite jusqu'à Reims et en priorité dans les maisons des émigrés. 
Pour les magasins les foins étaient répartis à Saint-Pierre puis aussi à l'abbaye de Saint-Memmie, la paille donnée au collège et l'avoine remise aux Ursulines, l'hôpital fut installé à l'ancienne abbaye de Saint-Pierre-aux-Monts, sous le vocable d'« hospice militaire de la Montagne ».
À partir de fin octobre, le camp se dissout car le théâtre des opérations de la guerre changeait de place. Il y eut la bataille de Valmy le 20 septembre, puis le siège de Lille et l'envahissement de la Savoie en octobre.

#### 1840
En 1840 un autre camp éphémère fut créé au même endroit qu'en 1792.

### Création
Le capitaine du génie Pierre Weynand qui construisit et entretint le camp, fit toute sa carrière jusqu'au grade de général dans le cadre du camp.
La terre y était inculte ou de peu de valeur, le chemin de fer pas trop éloigné et le terrain plat, ce qui favorisait l'implantation dans la région de ce camp de manœuvre. Napoléon III signa l'arrêté impérial et le camp fut parfois appelé « camp du télégraphe », « camp Napoléon » ou « camp impérial ».
L'aménagement : ce sont deux pyramides qui marquent les bornes du camp. L'une date du 18 août 1861, l'autre du 15 août 1867. Le rapport au préfet précise « à l'extrémité du camp de Châlons... j'ai fait construire là, ...une simple pyramide... ». Elle fait 6,83 m au lieu-dit le Grand-Moré sur un rond-point de 50 m datant de 1860, dans le cadre des améliorations des chemins vicinaux. 
Les inscriptions : 
- sur la colonne :  
  - voie romaine restauré en 1861 (côté camp)
  - quartier impérial à 5 km (côté ouest)
  - chemin vicinal d'intérêt commun no 32 (côté Reims)
  - Reims à 23 km et Bar-le-Duc à 76 km (côté est)
- sur le pied :  
  - les communes rurales si longtemps négligées doivent avoir une large part aux subsides de l'État, car l'amélioration des campagnes est encore plus utile que la transformation des villes. Extrait de la lettre de l'empereur. (côté camp)
  - 1856 création du camp de Châlons (côté ouest)
  - il faut surtout poursuivre avec vigueur l'achèvement des chemins vicinaux. C'est le plus grand service à rendre à l'agriculture (côté Reims)
  - ancienne voie romaine de Durocorturum (Reims) à Divodurum (Metz) par Caturigis (Bar-le-Duc) Caturigis à XXXIII lieues gauloises Durocorturum à X lieues gauloises (côté est).

La nouvelle pyramide sur le chemin vicinal 21 allant de la Veuve à Mourmelon se trouverait à 800 m du quartier général; elle fut payée par souscription des communes de la Marne et par le Conseil général, sculpture de Gustave Moriamé comme le monument précédent, trois marches, en pierres d'Euville, elle culmine à 12 m de hauteur. Inauguration par le général Leboeuf  qui commandait le camp de Châlons, Bourgeois membre du Conseil général, Champois maire de Mourmelon-le-Grand, Rouyer maire de Bouy, Crochet maire de Louvercy, le 14 août.
Le texte :
- côté Mourmelon : « le nombre et le bon état des chemins sont un des signes les plus certains de l'état avancé de la civilisation des peuples », lettre impériale du 15 août 1867
- côté QG : à l'empereur napoléon III le CG et les communes du département de la Marne.
- Côté Bouy : achèvement des chemins vicinaux
- côté La Cheppe :  les populations rurales reconnaissantes.

Une ligne de chemin de fer de Châlons à Mourmelon-le-Petit est créée pour desservir le camp, sa mise en service a lieu le 14 octobre 1857. En gare de Châlons-en-Champagne elle s'embranche sur la ligne de Paris à Strasbourg et aboutit à la gare de Mourmelon-le-Petit prévue pour les embarquements et les débarquements nécessaires aux militaires.
L'alimentation en eau fut un problème récurrent même si le Cheneu en fut la source principale, après avoir envisagé un aqueduc depuis la Vesle et constaté que niveau d'étiage du ruisseau, une centaine de puits furent creusés mais très peu maçonnés et des abreuvoirs mobiles servirent pour les animaux.

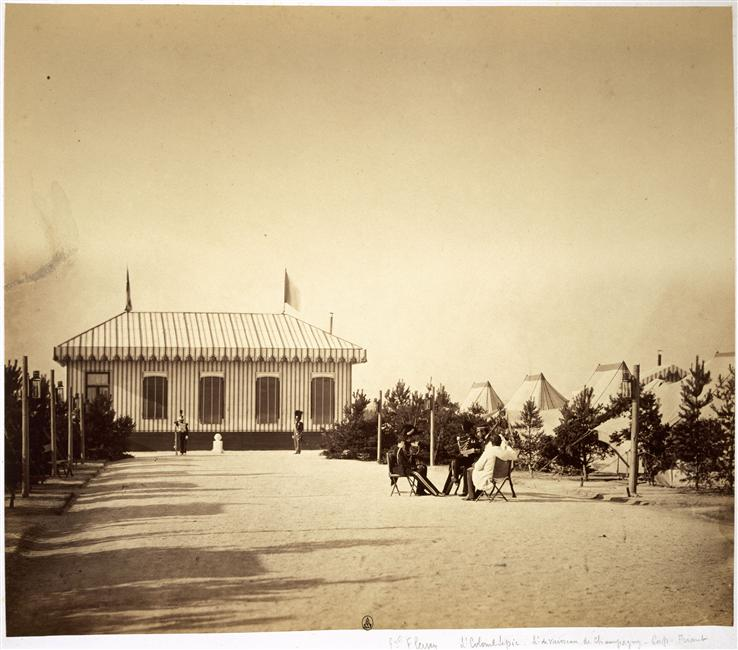
Tente en bois peint et d'autres en toile, éclairage sur piliers, plantation nouvelles d'arbres ; général Fleury en 1857 par Gustave Le Gray.

Logements : le camp impérial fut très rapidement construit en dur, dans un premier temps en bois peint à rayures, puis à pans de bois et torchis avant d'être en bois et briques. Les fours, bâtiments d'administration sont en dur, les troupes furent en majorité accueillies sous des tentes.
- Une bibliothèque qui fut abondée par des dons de personnalités du Second Empire, elle fut pillée en 1870.

- Des fermes, dans un premier temps elles devaient pourvoir à l'alimentation des hommes et des animaux et devaient faire pousser des céréales et des légumes. La part élevage vint très vite à être mise en pratique. Modèle de mise en valeur des terres, lieu d'expérimentation de greffes et d'acclimatation, elles servirent aussi à recycler les déjections produites sur place. Elles furent au nombre de huit sur 1 200 hectares, outre la ferme impériale il y en a eu à Bouy, Cuperly, de Jonchery, du Mont-Piémont, Suippes et Saint-Hilaire ainsi qu'à Vadenay, monsieur de Saucourt fut le premier  directeur des fermes impériales. Le Moniteur du 30 octobre 1862 vantait la production du camp de Châlons : 16 276 tonnes de laine, 121 710 litres de lait, 121 900 tonnes de seigle, 84 177 tonnes d'avoine, 49 058 tonnes de  blé et 75 tonnes de viande. Ces fermes employaient aussi de la main d'œuvre civile locale.

### Usage

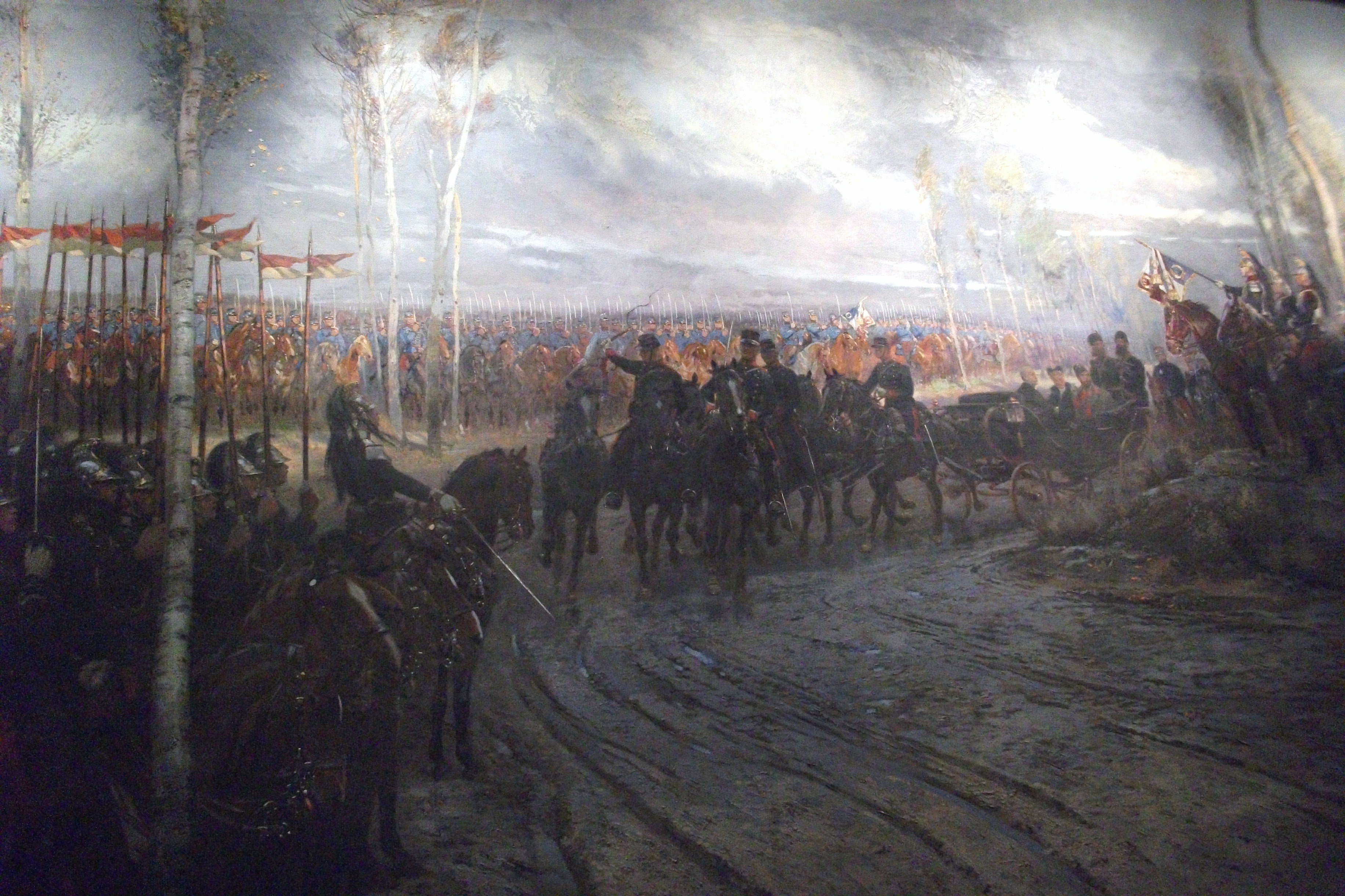
La revue de 1896 par Édouard Detaille.

Dans un premier temps, répondant à sa destination première, il fut simplement un camp de manœuvres militaires et il était en permanence le lieu de réunion de 25 000 à 30 000 soldats. Il se mua rapidement en une vitrine de l'armée impériale française, en théâtre de propagande et en lieu de proximité entre les citoyens français et leur armée. Chaque année, le camp se transformait en une petite ville, hérissée de pavillons de bois, de tentes.

#### Parades
- 1858 manœuvre avec comme représentants étrangers Codrington anglais, Challandes et Hubert Saladin Suisses, l'archevêque de Reims, Aimable Pélissier (duc de Malakoff), Ney, Failly, Fleury, Canrobert, Vaillant ministre de la guerre.

- 1860 en août le prince Guillaume de Bade avec Kuntz et le baron de Genningen pour reproduire les dispositions de la Bataille d'Auerstaedt.

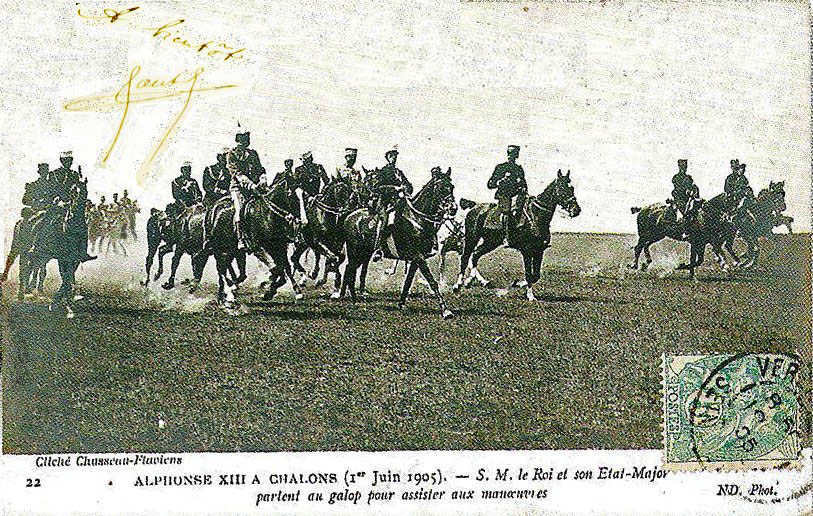
Camp de Châlons une parade avec Alphonse XIII.

- 1861 en août Charles XV de Suède et son frère Oscar, Weygand, Napoléon III, Mac Mahon, William Smith O'Brien d'Irlande, Halim Pacha frère du vice-roi d'Égypte, Fanti d'Italie, Geningen et Feyscatd de Bade.
- 1867 en août les rois de Suède, de Norvège, du Portugal et de Grèce, le duc de Mecklenbourg, les princes Arthur d'Angleterre, Humbert, Charles et Albert de Prusse. Les généraux Renard de Belgique.

- 1868 en août, Velschein d'Autriche, le prince de Wrede, Rustow de Suisse, lord Napier
- 1896 : 80 000 hommes devant Nicolas II de Russie et son épouse, de Grandes manœuvres dans le cadre de l'alliance franco-russe.
- 1905 : 30 000 hommes devant le roi d'Espagne Alphonse XIII.
- 1923 : le président tchécoslovaque Tomáš Masaryk avec chars, artillerie lourde et aviation devant le président Millerand.

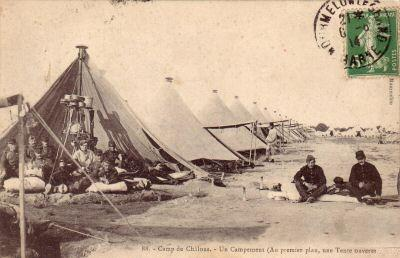
Alignement de tentes au camp de Châlons en 1914.

Il servit également de lieu de rassemblement des troupes métropolitaines avant leur départ pour des opérations extérieures. Il fut aussi le lieu de rassemblement de l'armée de Châlons après les défaites de l'armée du Rhin à Wissembourg, Frœschwiller-Wœrth et  Forbach juste avant la bataille de Sedan. Ensuite les Allemands l'occupèrent jusqu'au 9 novembre 1872.
Le camp militaire a survécu à la chute du Second Empire, abandonnant toutefois l'aspect "parade militaire" pour redevenir un camp d'entraînement. Il servit pour les manœuvres de 1896 qui se firent sous le regard de Nicolas II.
De nombreux témoignages, concernant les engagements militaires du Second Empire, et jusque dans les années 1930, font mention du camp de Châlons.

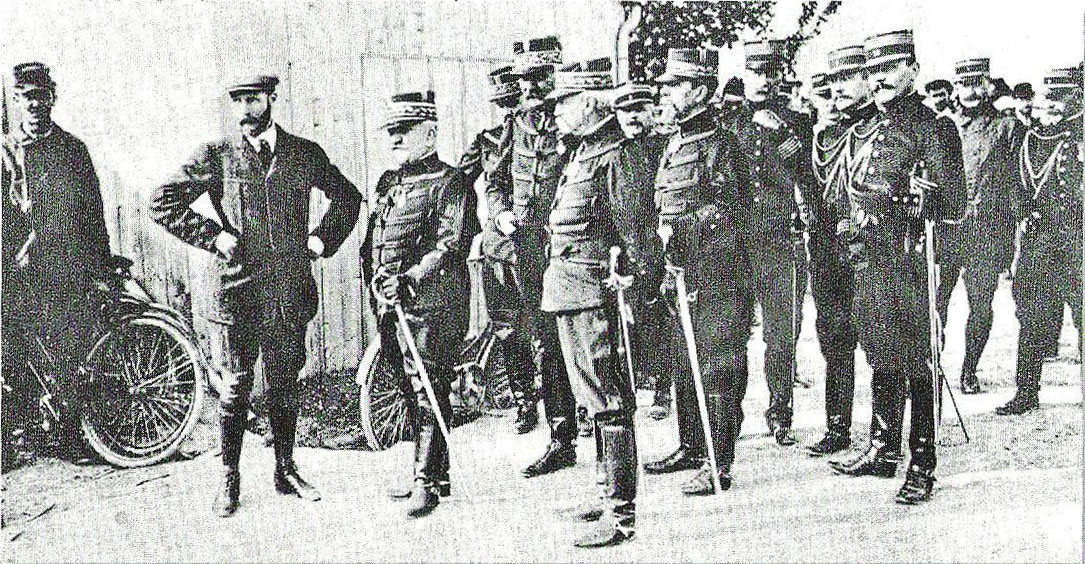
De gauche à droite : Henri Farman, le ministre de la Guerre Brun, le général Journée, commandant du camp de Châlons et Henri Gouraud en 1909.

### Commandants
Liste des commandants du camp : 	
Pendant le Second Empire c'est un poste prestigieux, initié par l'Empereur, les commandants successifs seront maréchaux, ministres et président.
- l'empereur avec Régnault de St-Jean-d'Angely comme major général, puis ;
- 1858 : Canrobert ;
- 1859 : Schramm ;
- 1860-1861 : Mac-Mahon ;
- 1862 : Canrobert de nouveau ;
- 1863 : Baraguey d'Hilliers ;
- 1864 : Mac-Mahon ;
- 1865 : Niel ;
- 1866 : Regnault de St-Jean-d'Angely ;
- 1867 : Forey puis Ladmirault ;
- 1868 : Failly et Leboeuf ;
- 1869 : Bazaine et Bourbaki.

- 1908 : le général Journée.

- Première Guerre mondiale, le général Maitrot.

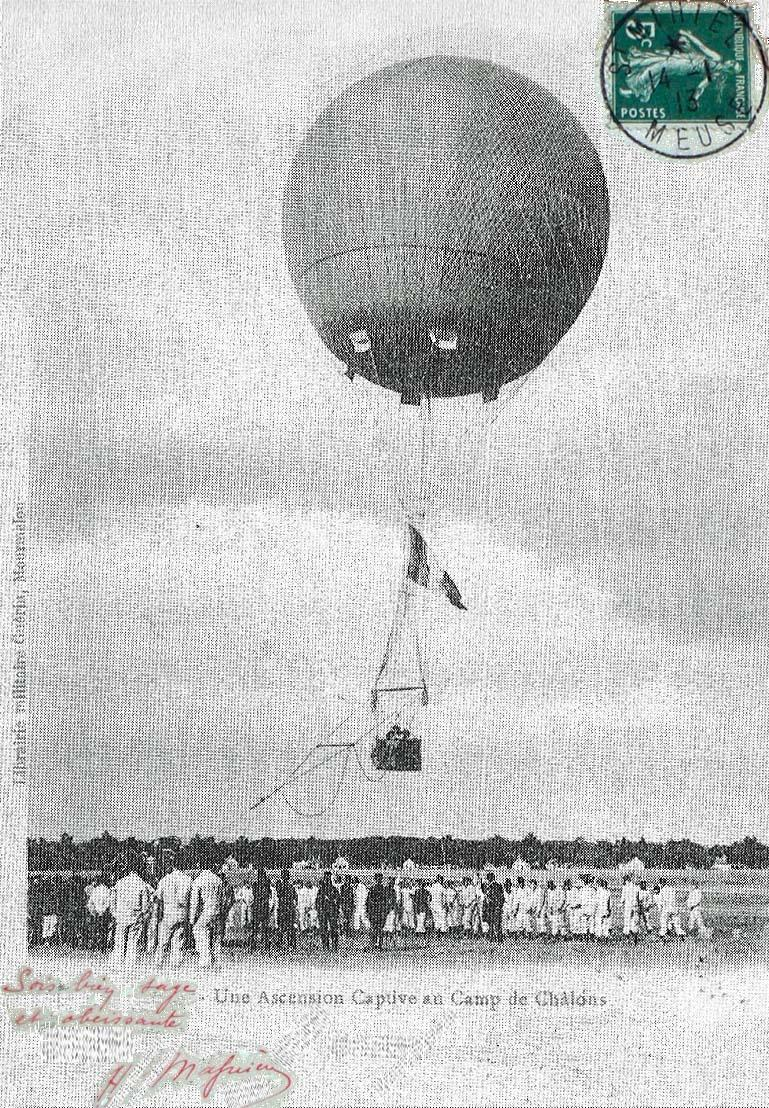
Un ballon captif.
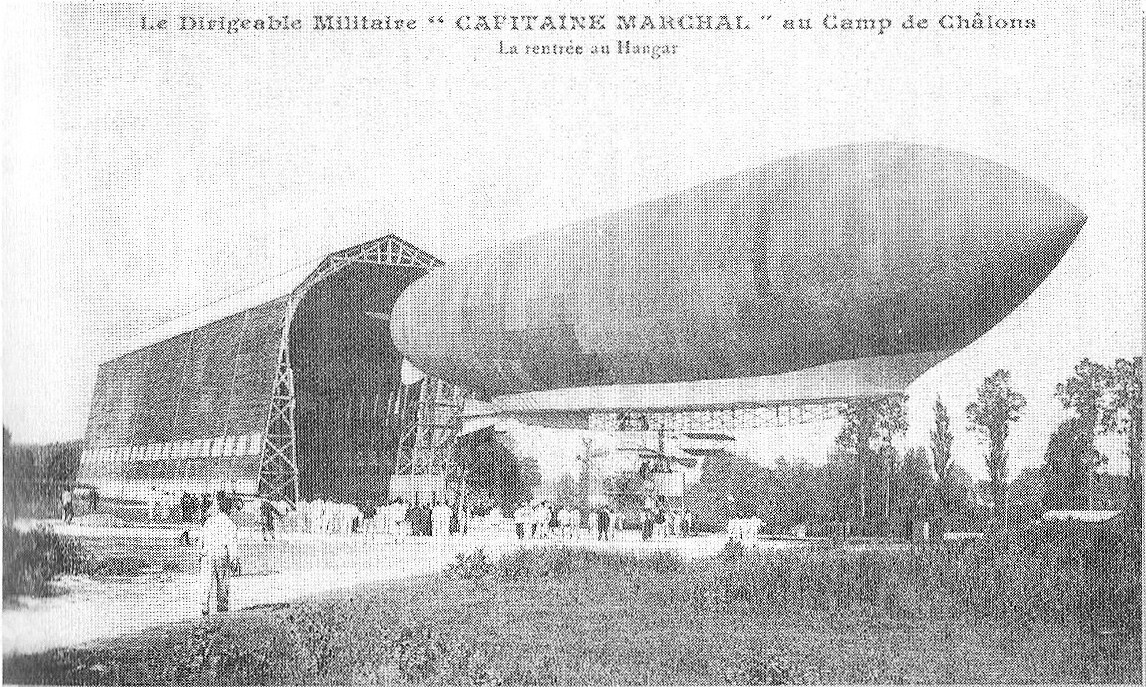
Le dirigeable capitaine Marchal.
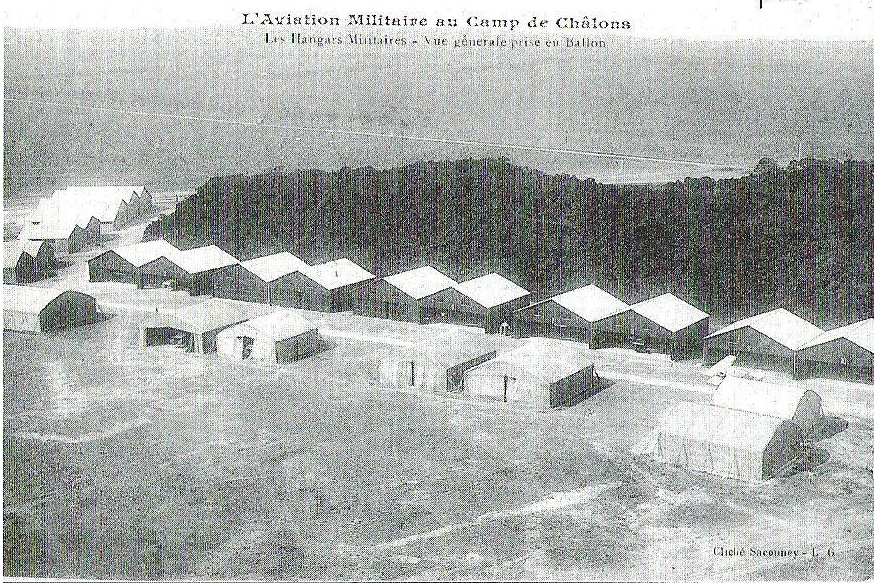
Hangars d'aviation en 1908.
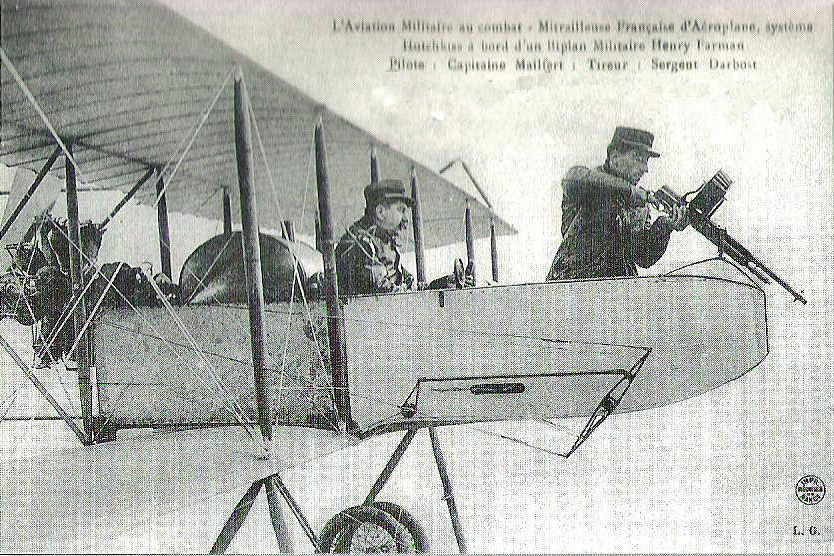
Georges Mailfert ayant monté une mitrailleuse sur son Farman.
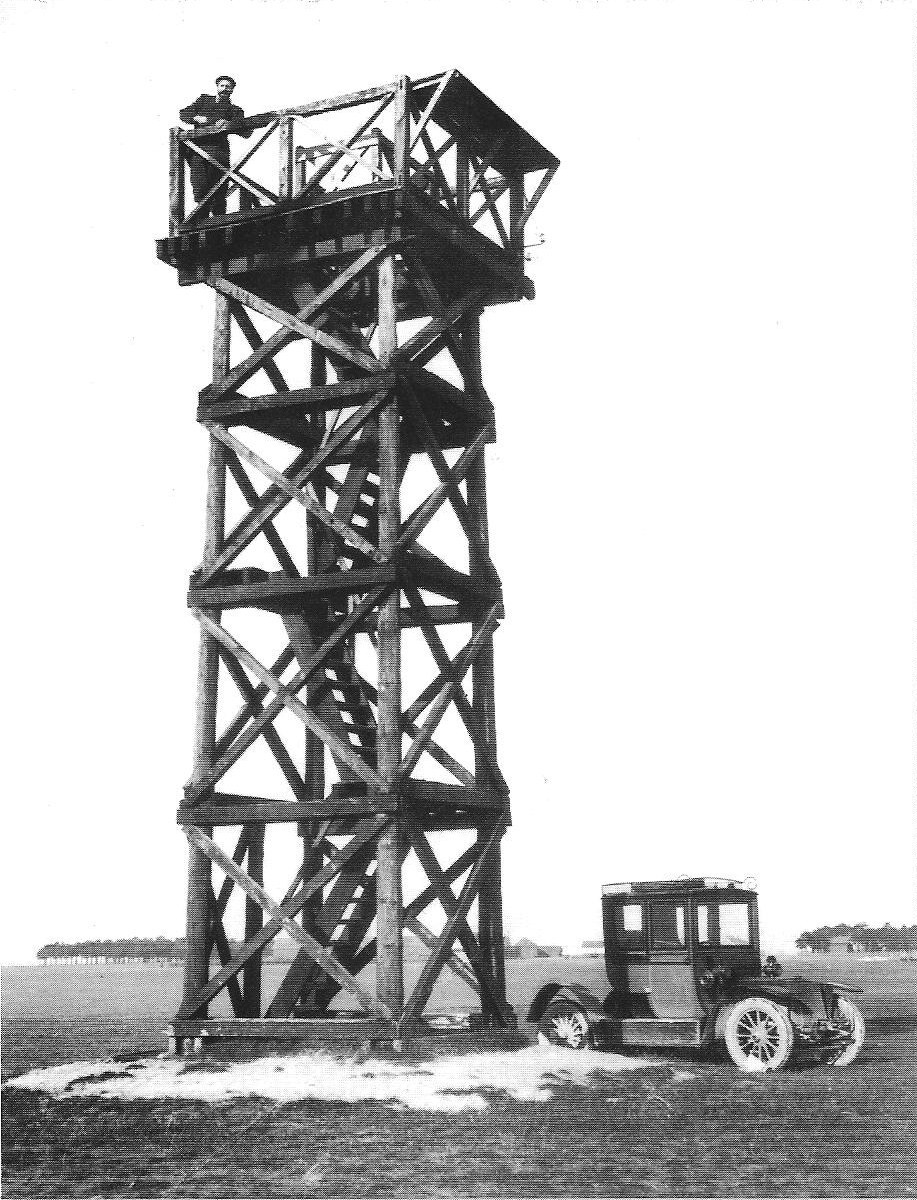
Un pylône d'artillerie en 1908.
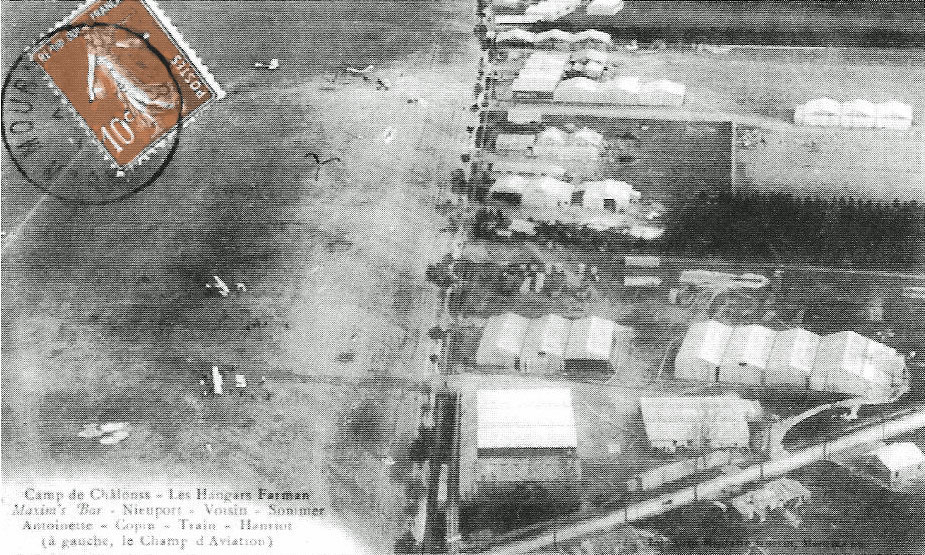
Hangars des constructeurs civils utilisant le terrain militaire à gauche.
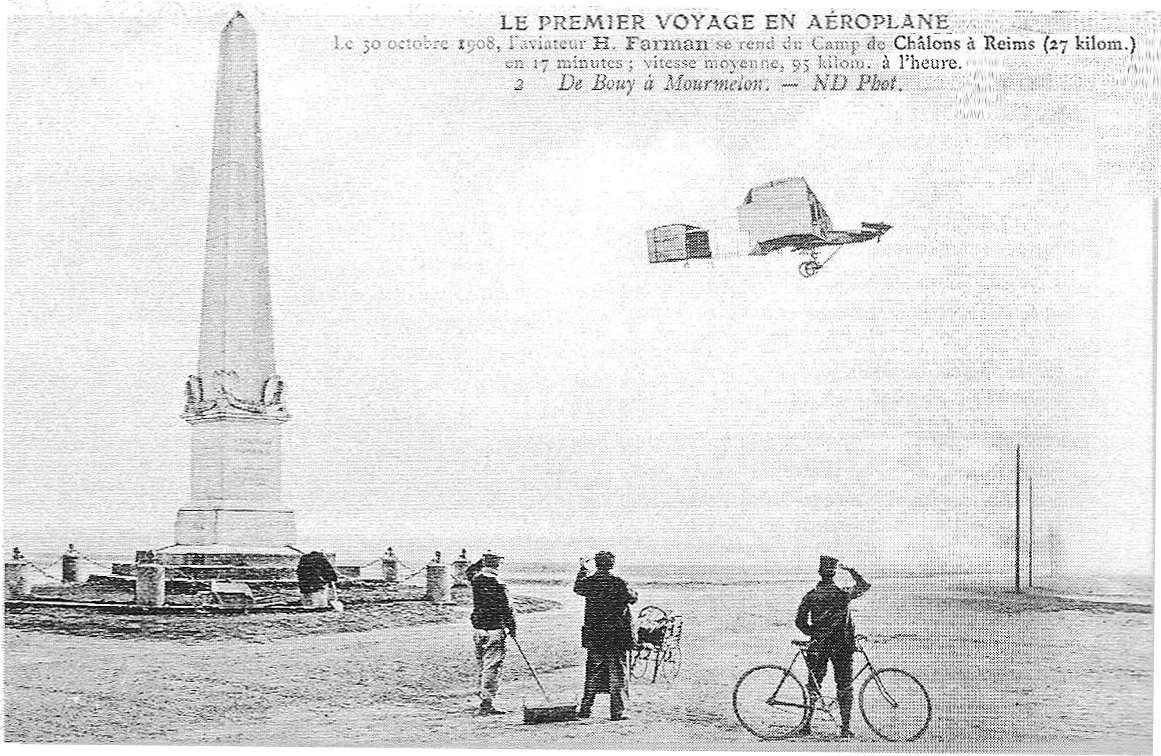
La pyramide survolée par Henri Farman.

### Expérimentation
Le fusil Chassepot y fit des démonstrations et des essais devant 400 officiers étrangers (égyptiens, autrichiens, italiens, anglais...) par le 19 et le 73e régiment d'infanterie qui en étaient équipés en mai 1867.

### Aéronautique
Il a eu une grande importance pour l'expérimentation des techniques nouvelles comme les aérostats avec un hangar spécifique pour les accueillir et les utiliser notamment pour le repérage d'artillerie, photographie du terrain et des troupes. En premier lieu avec des ballons de siège puis avec des dirigeables. Il fut une base de départ pour le Selle-de-Beauchamp et aussi pour des tentatives de records comme le Lebaudy-II avec le voyage Jouarre-Mourmelon de 96 km en 3 h 21 min.

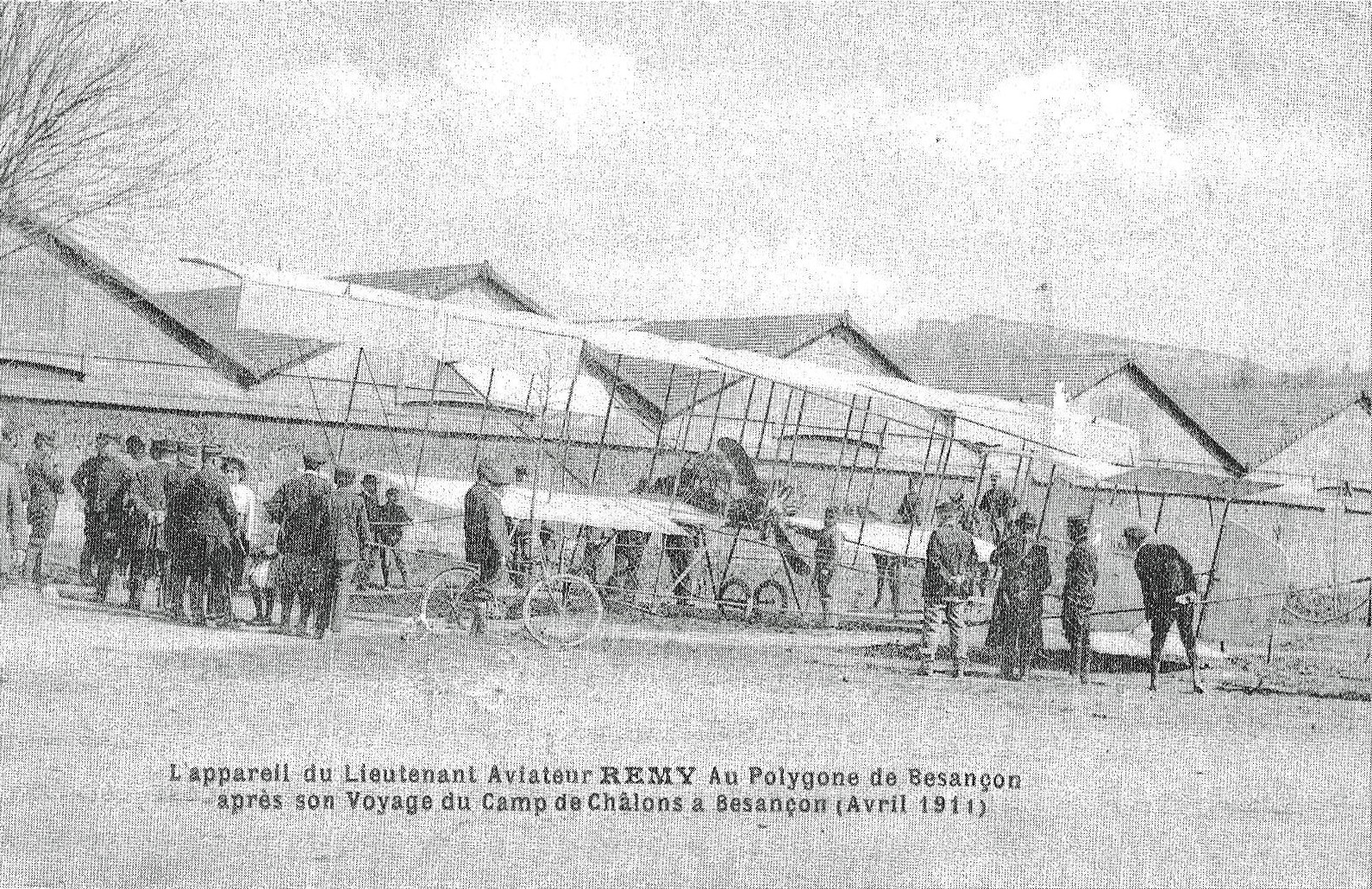
Vol militaire de 1911.

Des essais de télégraphie sans fil entre un Dracken et la tour Eiffel.
Il a eu une grande importance aux débuts de l'aviation, des constructeurs comme Farman, Voisin, Ponnier, Nieuport, Sommer y avaient un hangar. Cette partie était desservie par la gare Bouy-Aviation de la Ligne entre Châlons-en-Champagne et Reims-Cérès. Des écoles de pilotage y avaient leur enseignement et le premier voyage de ville à ville en 1909 de Henri Farman partait de ce camp. Les vols militaires vont se succéder vers Besançon, les camps de l'est de la France. Il servit aussi de lieu d'entraînement pour les tirs sur cible avec des obus ou des balles à ailettes et des mises en concurrence des pilotes et constructeurs sur un polygone Reims, Châlons, Laon. C'était le premier concours d'aviation militaire en France qui commençait en 1911. Quelques-uns des pilotes : Renaux, Fischer et Bara sur un biplan Farman, Prévost sur un monoplan Deperdussin, Weyman sur monoplan Nieuport, Moineau et Brégi sur biplan Breguet, Frantz sur un biplan Savary, Jules Védrines. Elle devint la Base aérienne 131 Mourmelon.

## Traces

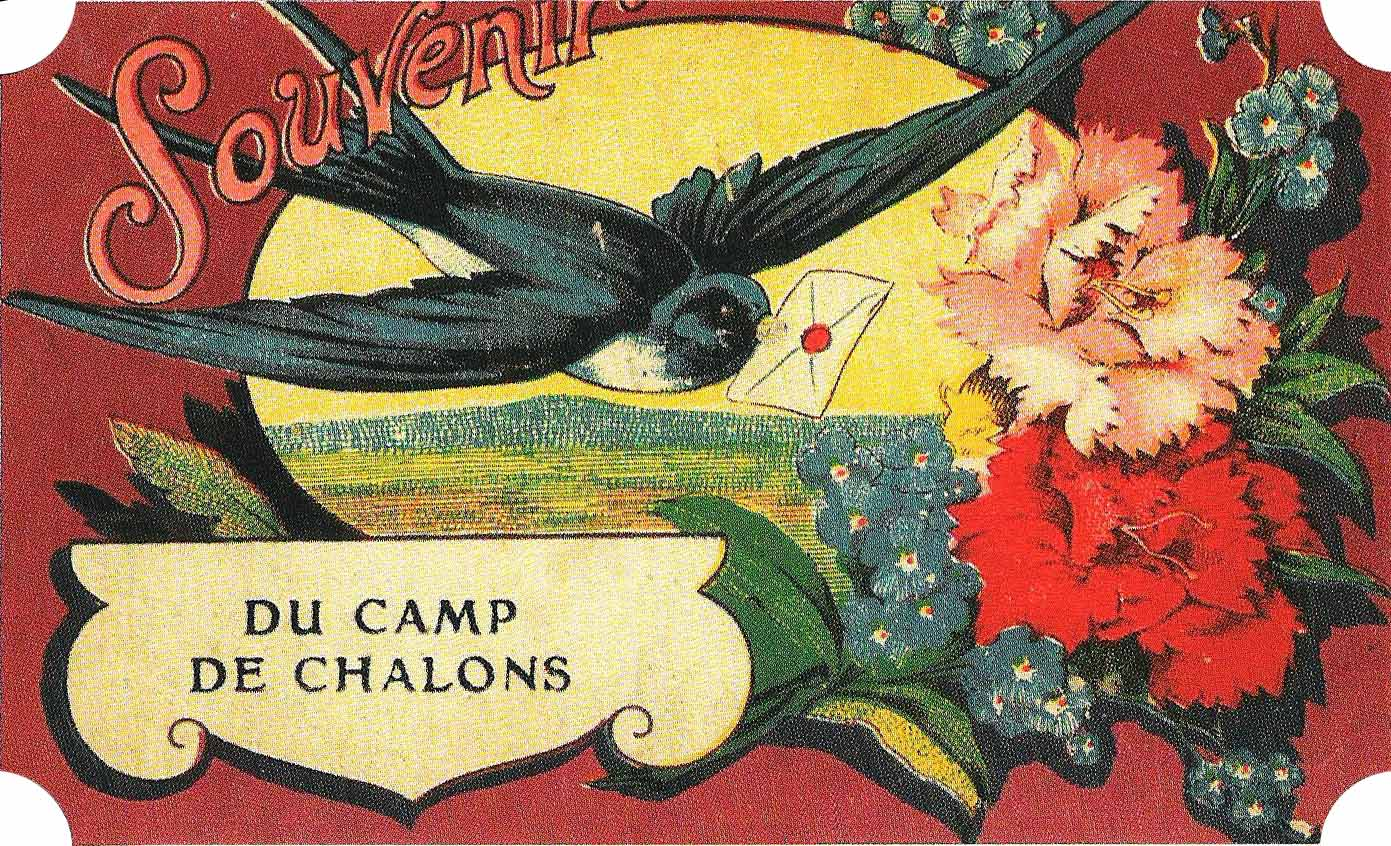
Carte postale.

La présence du Camp de Châlons par ses cent-cinquante ans de présence et du nombre de soldats a une empreinte sur la géographie locale, chemins, faune, flore, mais en plus sur l'emploi. Des cafés, des bals, des services de transport dépendent du camp. Une entreprise de souvenir en découle aussi : cartes postales, chants : 

Le camp qui va peupler nos plaines

école des jeunes soldats,

bientôt ouvrira ses arènes

à de pacifiques combats.

Châlons ville antique et fidèle ,

rend hommage à son souverain ;

daignez sire étendre sur elle 

votre forte et puissante main.

## Actuellement
Il est connu sous le nom de « camp de Mourmelon » et fut lié avec l'affaire des disparus de Mourmelon.
Le camp de Mourmelon fait 10 000 ha et celui de Moronvillers 2 500 ha.
C'est un camp essentiellement voué à la manœuvre (notamment des unités de cavalerie), et le tir de munitions actives (roquettes et missiles) y est interdit. Les unités en séjour peuvent profiter du camp de Suippes proche pour effectuer leurs tirs.